# خورنق

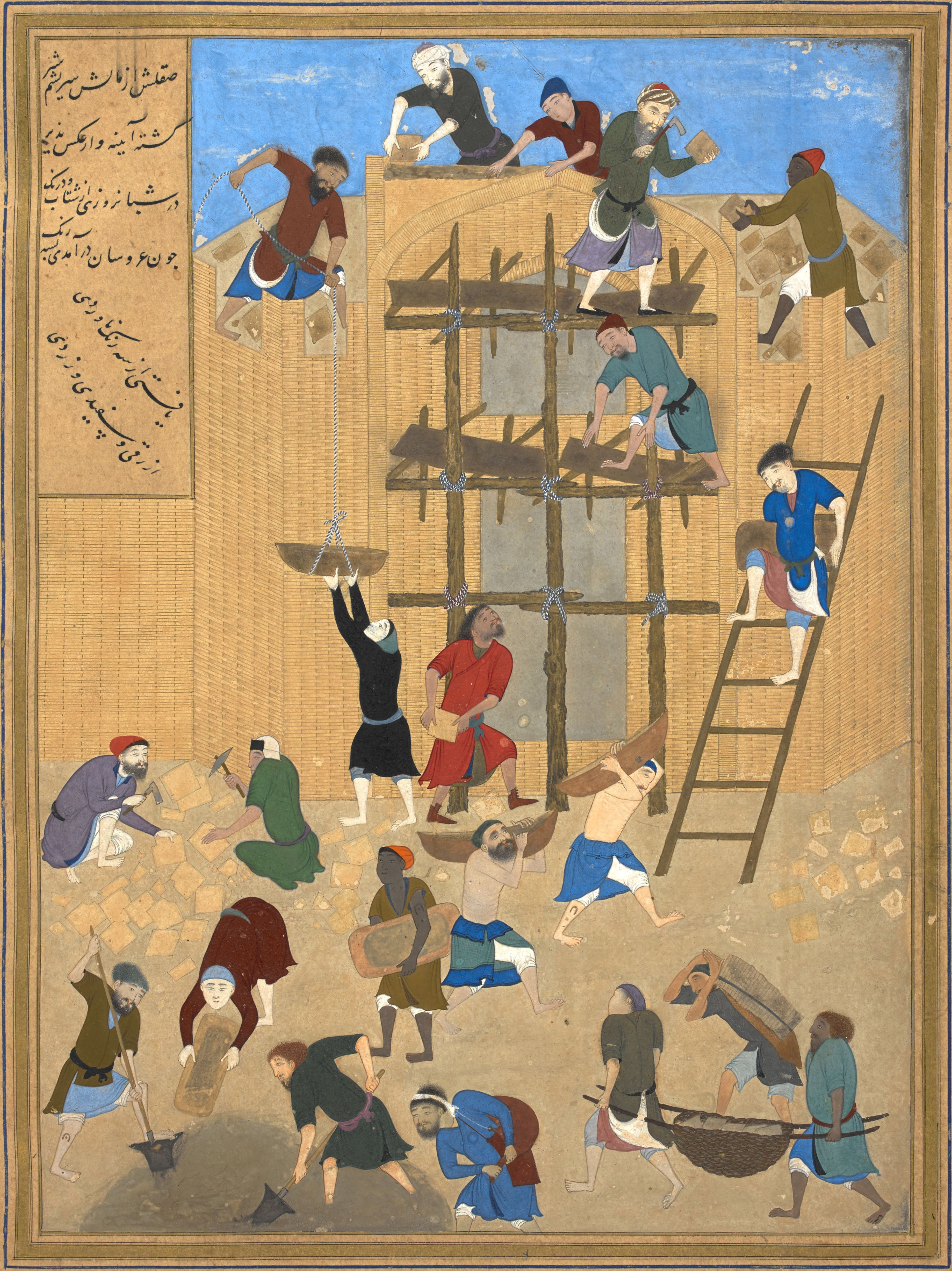
ساخت کاخ خورنق، نگاره‌ای از کمال‌الدین بهزاد

خوَرنَق نام کاخی بود که نعمان یکم، حاکم لَخمی برای یزدگرد یکم ساخت. این کاخ در یک مایلی خاور شهر حیره در میان‌رودان واقع شده و در همین کاخ بود که پرویز خبر شکست ذوقار را شنید. چامه‌سرایان عرب پیش از اسلام از این کاخ به عنوان یکی از ۳۰ شگفتی جهان نام برده‌اند. نام خورنق پارسی است و اصل آن هووَرنَه بوده که به معنای «دارای سقف زیبا» است.
سِنِمّار، نام یونانی معماری ایرانی بود که قصر خورنق را به دستور نعمان پسر امریء القیس در حیره برای بهرام گور ساسانی ساخت. می‌گویند این کاخ دارای هفت تالار به رنگ‌های سیاه، زرد، سبز، قرمز، آبی، صندل‌گون و فیروزه‌ای بوده است.
سنمار یک روز قبل از افتتاح خورنق، در حالی که قسمت‌های مختلف قصر را به نعمان نشان می‌داد، وقتی آن دو به پشت بام رسیدند، به دست پادشاه، با هدف پنهان نگه داشتن رمز و راز معماری کاخ از دیگران، از بام به پایین پرتاب شد و جان باخت.

## علت ساخت
باستانی پاریزی علت ساخت بنا را چنین نوشته است:
«داستان از آنجا شروع می‌شود که گویا شازده ایرانی -بهرام ساسانی- به دلیل اینکه یک بیماری داشت که اطباء از علاج آن عاجز بودند. به توصیه اطباء قرار شد محیط زیست خود را تغییر دهد -یا به قول هم‌ولایتی‌های ما «آب‌به‌آب» شود- و این البته یکی از انواع معالجات بعض امراض مزمن هست و امروز هم عمل می‌کنند. اطباء توصیه می‌کنند که آب‌وهوای تیسفون و کنار دجله مناسب حال بچه نیست -او باید در یک بیابان خشک و هوای آزاد و آرامش و سکون زندگی کند و برای این منظور بیابان‌های حیره در نظر گرفته شد که البته تا تیسفون فاصله زیادی نداشت (فاصله قادسیه مرکز حیره تا بغداد امروزی حدود ۱۴ فرسنگ است و تا تیسفون یکی دو فرسخ بیشتر). یزدگرد پدرش با امرای حیره -که دست‌نشانده او بودند- مذاکره کرد و قرار شد یک کاخ بی‌نظیر برای شاهزاده ساسانی در بیابان ساخته شود -و بودجه آن را هم حتی خود امرای حیره -نعمان- روی روحیه ایلی و عصبیت عربی خود پذیرفت.» 

## وجه تسمیه
بعضی کتابها اشتقاق خورنق را از خوردن و خورَنگاه به معنی سالن غذاخوری گرفته‌اند. آندرآس مستشرق معروف احتمال داده که کلمه خورنق (Kawarnag) شاید از کلمه پهلوی hu-varna گرفته شده باشد که به معنی بامی (= بلخ بامی، بامیان) و زیبا آمده است. از طرفی کلمه خورنر (Xavarnar) به اعتقاد فوللرس به معنی مکان جشن، عیدگاه (=مصلی) ممکن است آمده باشد باستانی پاریزی معتقد است هم اسم سنمار و هم اسم سینداد و هم ترکیب ساختمانی قصر فریاد می‌زند که همه اینها با خورشید و نور یک سر و سرّی دارند. پس قسمت اول خورنق به جای اینکه از خوردن گرفته شده باشد، از خور و هور گرفته شده -همان که ریشه کلمه خوراسان (=خورآیان= مشرق)- است.